# Imparare dal vento
Imparare dal vento è una canzone dei Tiromancino pubblicato come secondo singolo estratto dall'album Illusioni parallele del 2004.
Il brano è il tema musicale del film L'uomo perfetto di Luca Lucini del 2005.

## Video musicale
Il videoclip animato è diretto da Ascanio Malgarini e Romana Meggiolaro, che nel 2005 ha vinto il riconoscimento come "miglior video" al Digital Award, al Grifoclip 2005, al Festival Linea d'Ombra di Salerno, al Premio Animago europeo e al Giffoni Festival.

## Tracce
1. Imparare dal vento – 4:11